# Valdis Dombrovskis
Valdis Dombrovskis (Riga, 5 agosto 1971) è un politico lettone, Commissario europeo per l'economia, la produttività, l'attuazione e la semplificazione nella Commissione von der Leyen II dal 1° dicembre 2024. Vicepresidente della Commissione europea dal 2014 al 2024 nelle Commissioni Juncker e von der Leyen I, ha inoltre ricoperto l'incarico di primo ministro della Lettonia dal 2009 al 2014.

## Istruzione e carriera scientifica
Nato a Riga da una famiglia di origini polacche, Dombrovskis ottenne la laurea in fisica all'Università della Lettonia nel 1993 ed in economia per ingegneri dall'Università Tecnica di Riga nel 1995. Conseguì quindi un master in fisica dall'Università della Lettonia nel 1996, ed un master in amministrazione fiscale all'Università Tecnica di Riga nel 2007. 
Dal 1995 al 1996 lavorò come assistente di laboratorio all'Istituto di fisica dell'Università di Mainz, in Germania; nel 1997 fu assistente all'Istituto di fisica dello stato solido all'Università della Lettonia e nel 1998 fu assistente di ricerca alla facoltà di ingegneria elettrica all'University del Maryland, College Park, negli Stati Uniti.

## Attività politica

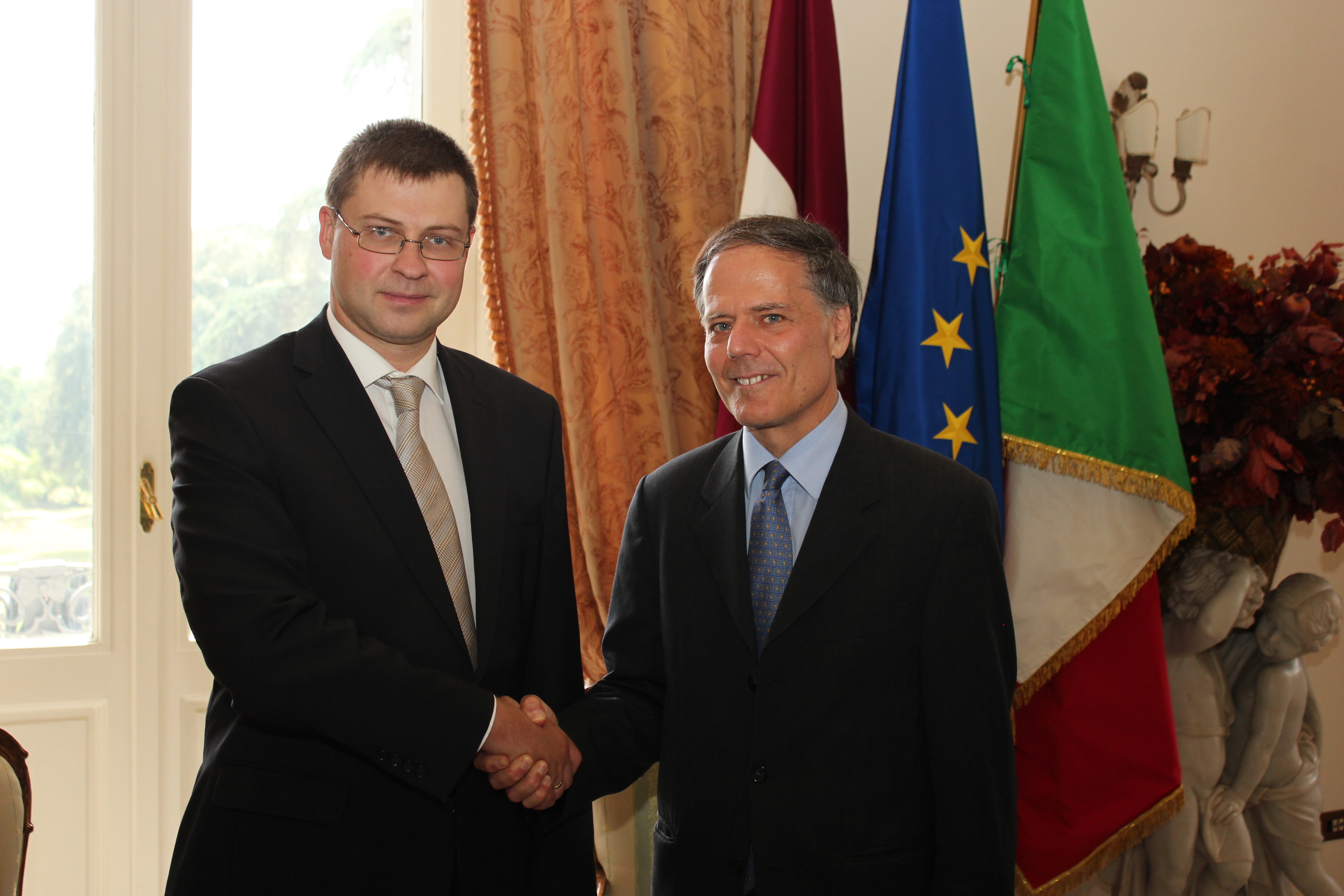
Dombrovskis con Enzo Moavero Milanesi nel 2012

Dombrovskis è membro della dirigenza di Nuova Era dal 2002. Dal 2002 al 2004 fu ministro delle finanze della Lettonia e fu membro del Saeima (parlamento lettone) durante l'ottava legislatura (2002—2004). Fu in seguito osservatore presso il Consiglio dell'Unione europea (2003—2004).
In quanto parlamentare europeo, Dombrovskis è membro di tre suoi comitati: comitato per il budget, delegazione per l'Assemblea parlamentare unita ACP—UE, delegazione per l'assemblea parlamentare euro-latino americana. È inoltre sostituto al comitato degli affari economici e monetari, al comitato sul controllo del budget e nella delegazione del comitato per la cooperazione parlamentare UE-Kazakistan, UE-Kirghizistan e UE-Uzbekistan, e per le relazioni con Tagikistan, Turkmenistan e Mongolia.
Dombrovskis fu anche uno dei sei membri del Parlamento Europeo che hanno partecipato alla missione di osservazione in Togo per le elezioni parlamentari del 2007.
Il 26 febbraio 2009, a seguito delle dimissioni di Ivars Godmanis, il presidente della Lettonia Valdis Zatlers ha nominato Dombrovskis nuovo primo ministro.
Il 12 marzo 2009 il parlamento lettone ha approvato la nomina di Dombrovskis.
Alle elezioni del 2010 è stato riconfermato primo ministro. Il suo governo è stato costretto alle dimissioni del parlamento, ma alle elezioni del 2011, sostenuto da una coalizione di centrodestra in parlamento, ha ottenuto un terzo mandato.
Si dimette dall'incarico il 27 novembre 2013, a seguito di un incidente avvenuto a Riga il 21 novembre nel quale sono morte 54 persone a causa del crollo del tetto di un supermercato della catena Maxima. Il 22 gennaio 2014 è stato sostituito nell'incarico di primo ministro dall'ex-ministro dell'agricoltura Laimdota Straujuma, prima donna a capo del governo lettone.
Nel 2014 viene eletto membro del Parlamento europeo nelle liste di Unità. Scelto da Jean-Claude Juncker come uno dei vice-presidenti della sua commissione, dal 1º novembre 2014 entra in carica come Vice-presidente incaricato per l'euro e il dialogo sociale. Dal 16 luglio 2016, a seguito delle dimissioni del commissario britannico Jonathan Hill, assume anche l'incarico di Commissario europeo per la stabilità finanziaria, i servizi finanziari e il mercato unico dei capitali.
Riconfermato anche nella commissione von der Leyen I nel ruolo di vice-presidente (con delega esecutiva per un'Europa al servizio delle persone), assume di nuovo l'incarico di Commissario per i servizi finanziari.
Dal 26 agosto 2020, a seguito delle dimissioni di Phil Hogan dall'incarico di Commissario europeo per il commercio, ha assunto ad interim questo portafoglio. Successivamente in ottobre è avvenuto uno scambio di incarichi con la nuova commissaria irlandese Mairead McGuinness, cui ha ceduto il portafoglio per i servizi finanziari, assumendo in via definitiva quello del commercio a partire dal 12 ottobre.